# Bomolocha atomaria
Bomolocha atomaria är en fjärilsart som beskrevs av Smith 1903. Bomolocha atomaria ingår i släktet Bomolocha och familjen nattflyn. Inga underarter finns listade i Catalogue of Life.